# Кирилюк Олександр Георгійович
Олекса́ндр Гео́ргійович Кирилю́к (нар. 8 січня 1993, с. Лиман Перший, Решетилівський район, Полтавська область — пом. с. Новолуганське, Бахмутський район, Донецька область) — український військовик, старший солдат, військовослужбовець військової служби за контрактом Збройних сил України, снайпер. Загинув під час російсько-української війни.

## Життєпис
Олександр Кирилюк народився в селі Лиман Перший на Полтавщині. Закінчив Першолиманську загальноосвітню школу І-ІІ ступенів, Хорольський агропромисловий коледж. У жовтні 2012 року був призваний до лав Збройних Сил України, згодом продовжив військову службу за контрактом. Служив у 30-ій окремій механізованій бригаді. Мешкав із сім'єю за місцем служби у м. Новоград-Волинський. 
Незадовго до початку війни Олександр познайомився зі своєю майбутньою дружиною Тетяною, в лютому 2014 року вони розписались, а вже за два тижні Олександр виїхав на адміністративний кордон з окупованим Кримом. У Тетяни вже було двоє маленьких дітей, 2014 року у подружжя народилася донька Мілана.
З березня 2014 року Олександр Кирилюк брав участь у проведенні антитерористичної операції на сході України на посаді механіка-водія бойової машини піхоти 1-го батальйону 30-ї ОМБр. Перебуваючи під обстрілами противника, неодноразово брав участь в евакуації поранених товаришів по службі в боях під Савур-Могилою. З кінця 2014 року перебував на посаді снайпера роти снайперів. У складі групи виконував бойові завдання в районі міста Дебальцеве. Під час штурму населеного пункту Логвинове його група знищила декілька кулеметних та гранатометних розрахунків противника. У 2015 році був призначений сержантом роти снайперів з матеріального забезпечення, але й далі брав участь у бойових операціях. З квітня 2015 року виконував завдання в околиці селища Новолуганське Бахмутського району Донецької області, у складі відділення взводу снайперів. 
30 липня 2015 року, під час операції із захоплення стратегічної висоти в околицях Новолуганського, потрапив у засідку та був взятий у полон, з якого не повернувся. Разом з Олександром  до полону тоді потрапив легендарний майор «Рахман» Андрій Гречанов з 81-ї аеромобільної бригади, після звільнення він розповів, що Олександр Кирилюк загинув на його очах.  
Похований в рідному селі 12 серпня 2015 року. Залишилися мати Світлана Миколаївна, дружина Тетяна, двоє хлопців, 4-річний Артем і 2-річний Кирило, та 11-місячна донька Мілана.

## Нагороди та вшанування
За мужність, самовідданість і високий професіоналізм, виявлені у захисті державного суверенітету та територіальної цілісності України, вірність військовій присязі, Указом Президента України  від 22 вересня 2015 року № 553/2015, нагороджений орденом «За мужність» III ступеня (посмертно).
У серпні 2016-го в Першолиманській ЗОШ відкрито меморіальну дошку випускнику Олександру Кирилюку.